# Giuseppe Maria Gonzaga
Giuseppe Maria Gonzaga (Guastalla , 20 de abril de 1690 - Padua , 15 de agosto de 1746) fue un noble italiano, sexto y último duque de Guastalla desde 1729 hasta su muerte.

## Biografía

### Infancia y juventud
Era el hijo menor del duque Vincenzo Gonzaga de Guastalla y de Maria Vittoria Gonzaga , hija de su primo Ferrante III Gonzaga , duque de Guastalla. Era hermano del duque Antonio Ferrante Gonzaga y su sucesor desde 1729 . En 1714 se mudó al Reino de Nápoles para tomar posesión de los territorios paternos (el condado de San Paolo ), pero ya en los primeros meses del año siguiente regresó al norte, precisamente a Venecia [1] después de haber firmado un poder a favor de su tía Eleonora Gonzaga, que era abadesa en un monasterio napolitano. En Venecia, los criados de su hermano Antonio vigilaban a Giuseppe, debido a los síntomas crecientes de la demencia [2] : una mitad paralítica, estaba lleno de tics y manías; por nada, se echaba a llorar y tenía tanto miedo a la muerte por asesinato que no podía salir de su habitación. El exilio en Venecia terminó solo el 30 de abril de 1729, cuando tuvo que regresar a Guastalla para tomar posesión de él, debido a la muerte repentina de su hermano (sin herederos).

### Gobierno
En Guastalla, el nuevo duque llegó en condiciones físicas y psíquicas que le imposibilitaron ejercer el poder, que permaneció firmemente en manos del primer ministro, el conde Pomponio de Spilimbergo. Sin embargo, estas condiciones también eran bien conocidas en Viena (Guastalla era un feudo imperial ), tanto que solo 5 días después de la toma del poder (5 de mayo de 1729), la corte imperial envió a su propio inspector para verificar la idoneidad de Giuseppe para la corona ducal. Esta visita declaró que el duque era capaz de mejorar y, por lo tanto, no fue depuesto; Sin embargo, a modo de precaución, la Corte Imperial ordenó su matrimonio con una princesa alemana, Eleanor de Schleswig-Holstein-Sonderburg-Glücksburg (18 de febrero de 1715-marzo de 1760), hija del duque Leopoldo de Schleswig-Holstein-Sonderburg-Wiesenburg (1674-1744) y de Marie Elisabeth von und zu Liechtenstein (1683-1744): el matrimonio se celebró el 29 de marzo de 1731.
En 1733 con el estallido de la Guerra de Sucesión de Polonia, Italia se convirtió en un campo de batalla. Aunque Guastalla había declarado su neutralidad, esto no fue respetado por los franco-españoles-sardos, que tenían como objetivo adquirir la ciudad fortificada de Guastalla como base para sus operaciones contra los austriacos en el norte de Italia. A finales de año, los duques se retiraron a Venecia por prudencia: la ciudad fue tomada unos meses más tarde por los franco-sardos, comandados por Carlos Manuel III de Saboya, que venció a los austriacos en la batalla de Guastalla (19 de septiembre de 1734 ): tras la victoria de los franco-sardos, la ciudad permaneció en sus manos hasta 1736, cuando fue devuelta al legítimo duque, que regresó, con el compromiso de mantener una guarnición española en la ciudad. Los duques retomaron la posesión de un ducado en ruinas, devastado por la guerra, aplastado por la obligación de mantener la onerosa guarnición española: la duquesa, con el apoyo de Viena, logró expulsar a Spilimbergo en 1739 y obtener para sí misma la regencia del esposo incapacitado.
En 1746 Guastalla estuvo nuevamente involucrada en conflictos europeos durante la Guerra de sucesión austríaca. Las tropas imperiales de María Teresa y Carlos Manuel III (esta vez un aliado del Imperio) bombardearon la ciudad para expulsar a la guarnición española y la ocuparon (3 de abril de 1746). Poco antes, los duques habían huido a Padua , de donde Giuseppe nunca regresó. De hecho, murió el 15 de agosto de ese año debido a un derrame cerebral. Como el matrimonio con Eleonora no había dado a luz a niños, Guastalla fue cedida al Sacro Imperio Romano , en la figura de María Teresa de Austria , como emperatriz y duquesa de Milán y dos años después, con el Tratado de Aquisgrán (1748), el ducado fue entregado a Felipe I de Parma, quedando Guastalla vinculada a los Casa de Borbón-Parma hasta 1847. Año en que quedó bajo el control del Ducado de Módena y Reggio.